# Бортниковский сельсовет
Бо́ртниковский сельсовет (бел.  Бо́ртнікаўскі сельсавет) — административно-территориальная единица Бобруйского района Могилёвской области Белоруссии. Административный центр — агрогородок Большие Бортники.

## Географическое положение
Территория сельсовета занимает 160,4 кв.км, (10 % площади Бобруйского района).
Расстояние от административного центра сельского Совета — агрогородка Большие Бортники до районного центра — города Бобруйска составляет 25 км.

## Население
- 1999 год — 3730 человек
- 2010 год — 2954 человека

По состоянию на 1 января 2013 года: 25 населённых пунктов, 1354 домашних хозяйства, 2968 человек (из них 1006 — пенсионеры (33,9 %), 463 — дети (15,6 %), трудоспособные — 1499 (50,5 %)).

## История
Бортниковский сельский Совет образован в августе 1925 года.

## Производственная сфера
На территории сельсовета ведут хозяйственную деятельность сельскохозяйственные производственные кооперативы: «Гигант», «Колхоз им. Дзержинского». Фермерские хозяйства: «Михалёво», «Белая Русь» и «Молочная долина».

## Социально-культурная сфера
Учреждения образования:
- ГУО «Михалёвский УПК детский сад — средняя школа Бобруйского района»
- ГУО «Бортниковский детский сад»
- ГУО «Бортниковская СШ Бобруйского района»
- Приют ГУО «Бобруйский районный социальный педагогический центр»

Учреждения здравоохранения:
- Бортниковская амбулатория врача общей практики
- Михалёвская участковая больница
- Ивановский фельдшерско-акушерский пункт

На территории сельсовета также находятся:
- Бортниковский СДК, Михалёвский СДК, Ивановский СДК
- Сельские библиотеки аг. Большие Бортники, д. Малые Бортники, аг. Михалёво-1, аг. Ивановка
- Почтовые отделения в аг. Б.Бортники, аг. Михалёво-1, аг. Ивановка

Комплексно-приёмные пункты аг. Б.Бортники, аг. Ивановка, аг. Михалёво-1 оказывают услуги по ремонту одежды, ритуальные услуги и ряд других услуг.

## Сельский Совет депутатов
В сельском исполкоме работают 4 человека: председатель, управляющий делами, специалист 1-й категории, технический работник.
Депутатский корпус Бортниковского сельского Совета депутатов — 15 депутатов, которые ведут депутатскую деятельность в своих избирательных округах.
Юридический адрес: 213857, Бобруйский район, аг. Большие Бортники, ул. Рогачёвская, д. 8.

## Состав
Включает 25 населённых пунктов:
- Барак — посёлок.
- Бирча — деревня.
- Бирча 1 — посёлок.
- Бирча 2 — посёлок.
- Большие Бортники — агрогородок.
- Волчья Гора — деревня.
- Жаворонки — посёлок.
- Ивановка — агрогородок.
- Коймино — деревня.
- Красная Дуброва — деревня.
- Крупичи — деревня.
- Лебедевка — деревня.
- Лейчицы — деревня.
- Липняки — посёлок.
- Малиновка — деревня.
- Малые Бортники — деревня.
- Малые Бортники — посёлок.
- Мартиновка — деревня.
- Михалево 1 — агрогородок.
- Михалево 2 — деревня.
- Михалево 3 — деревня.
- Озеры — деревня.
- Пустошка — деревня.
- Рынья — деревня.
- Узнога — деревня.